# Fronteira Estónia–Letónia
A fronteira entre a Estônia e a Letônia é a linha de 339 km de extensão, direção oeste-leste, que separa o sul da Estônia do território da Letônia. No oeste se inicia no leste do Golfo de Riga - Mar Báltico e vai para o leste até a fronteira tríplice Estônia-Letônia-Rússia. Passa nas proximidades de Valga (Estónia) e do monte Suur Munamägi.
Separa, do oeste para leste, as regiões estonianas de Pärnumaa, Viljandimaa, Valgamaa e Võrumaa dos distritos letões de Limbaži, Valmiera, Valka, Alūksne.
A Estônia obteve sua independência da Rússia em 1920. A Letônia teve a sua independência também da Rússia em 1918, junto com a Lituânia, ao fim da Primeira Grande Guerra. A fronteira data dessa época, As três nações bálticas foram dominadas e integradas novamente à então União Soviética durante a Segunda Grande Guerra, mantendo-se assim ao final do conflito. Obtiveram suas independências com a dissolução da União Soviética, não tendo sequer ingressado na CEI.